# Dmytro Korkiško
Dmytro Jurijovyč Korkiško (ukrajinsky Дмитро Юрійович Коркішко; * 4. května 1990, Čerkasy) je ukrajinský fotbalový útočník a mládežnický reprezentant, který je v současné době na hráčem ukrajinského Dynama Kyjev.

## Klubová kariéra
Na Ukrajině hrál za FK Dynamo Kyjev, kde nastupoval i v mládežnických a rezervních týmech. V roce 2010 hostoval ve FK Arsenal Kyjev.
V lednu 2014 byl na testech v českém klubu FC Slovan Liberec. Nedopadly úspěšně a hráč se vrátil do Dynama.

## Reprezentační kariéra
Dmytro Korkiško reprezentoval Ukrajinu v mládežnických kategoriích do 19 a 21 let. V roce 2009 vyhrál s reprezentačním výběrem U19 Mistrovství Evropy hráčů do 19 let 2009, které se konalo právě na Ukrajině. Domácí tým porazil ve finále Anglii 2:0, čímž se stal prvním týmem, kterému se podařilo vyhrát tento šampionát na domácí půdě. Korkiško vstřelil ve finále druhý gól.